# 布衣

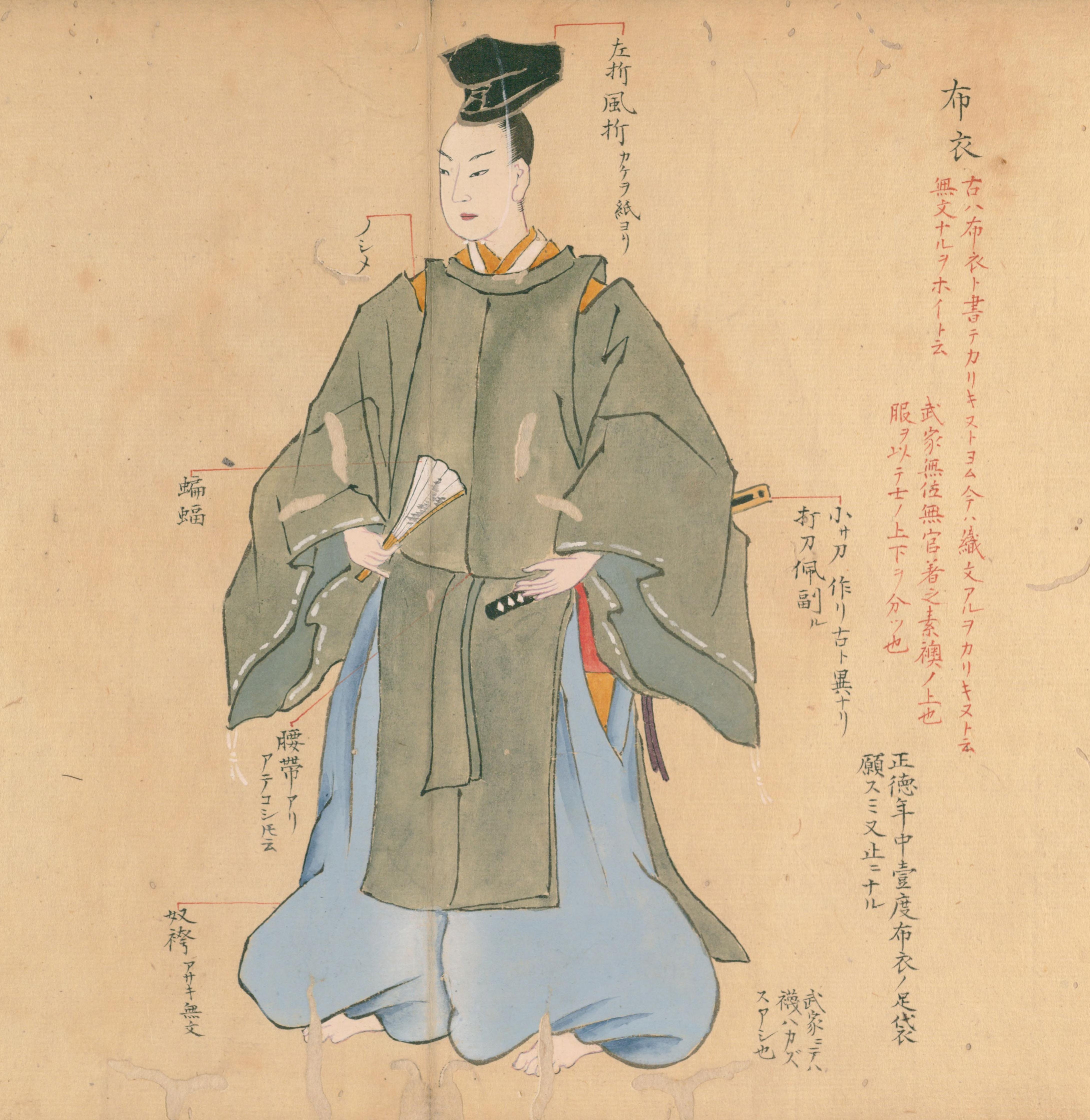
布衣、『装束着用之図』（国立国会図書館蔵）より

布衣（ほい）は、日本の男性用着物の一種で、江戸幕府の制定した服制の1つ。幕府の典礼・儀式に旗本下位の者が着用する狩衣の一種だが、特に無紋（紋様・地紋の無い生地）のものである。下位の旗本（すなわち御目見以上）の礼装は素襖とされているが、幕府より布衣の着用を許されれば六位叙位者相当と見なされた。
布衣は元々、平安時代の中流階級の都人のお洒落着・布衣（ほうい）であったといい、のちに貴族の狩衣に発展したが、狩衣のうち無模様・裏地なしの質素なものは布衣と呼んでいた。江戸時代、幕府は元和元年（1615年）に服制を定め、布衣が旗本の礼装に採用された。やがて布衣は服装の呼称のみならず江戸幕府の旗本の格を示す用語となった。
布衣より上位の旗本（従四位上 - 従五位下）のうち従五位下を諸大夫（しょだいぶ）と呼び、布衣は幕府の奏請、朝廷からの口宣・位記授与等の正規の叙位手続きを受けないが、幕府内では六位に叙位された者の扱いとされ、幕府における武家官位の最下層とみなされた。また、寄合席（三千石以上）の旗本はもともと布衣相当とみなされ、布衣を許されていない旗本は平士（へいし）とよばれた。